# Calymperes tahitense
Calymperes tahitense là một loài rêu trong họ Calymperaceae. Loài này được Sull. Mitt. mô tả khoa học đầu tiên năm 1868.